# 苏多格达区
苏多格达区（俄语：Судогодский район）是俄罗斯联邦弗拉基米尔州下辖的一个区，其行政中心为苏多格达。据2016年统计，该区的人口为38486人。